# دة فروزوند بالا (مقاطعة دلفان)
دة فروزوند بالا (بالفارسية: ده فروزوند بالا) هي قرية تقع في قسم نورعلي الريفي بمقاطعة دلفان في إيران. يقدر عدد سكانها بـ 76 نسمة بحسب إحصاء 2016.